# Легко и коротко одета
«Легко и коротко одета» (фр. Légère et court vêtue) — французский кинофильм с Луи де Фюнесом.

## Сюжет
Адвоката Жака Вермореля посещает некий мсье Гаэтан и сообщает ему, что его жена Жаклин ему неверна. Жак выгоняет Жаклин из дома и поручает частному детективу Полю Дювернуа (Луи де Фюнес) следить за ней. Жаклин прячется у Пьера, собиравшегося жениться на своей подруге Симоне. Но из-за Жаклин Симона рвёт с ним отношения. Интрига закручивается всё сильнее, пока не появляются два санитара со смирительными рубашками и не увозят Гаэтана и Дювернуа в сумасшедший дом, из которого они сбежали. Жак и Жаклин мирятся, а Пьер женится на Симоне.